# Prefectura de Skhirate-Témara
La prefectura de Skhirate-Témara (àrab: عمالة الصخيرات - تمارة, ʿamālat aṣ-Ṣẖīrāt - Tamāra; amazic estàndard marroquí: ⵜⴰⵙⴳⴰ ⵏ ⵙⵅⵉⵕⴰⵜ ⵝⵎⴰⵕⴰ, tasga n Sxiṛat ⵝmaṛa) és una de les prefectures del Marroc, fins 2015 part de la regió de Rabat-Salé-Zemmour-Zaer i actualment de la de Rabat-Salé-Kenitra. Té una superfície de 485 km² i 393.262 habitants censats en 2004. La capital és Témara.

## Divisió administrativa
La prefectura de Skhirate-Témara consta de 5 municipis i 5 comunes:
| Nom             | Codi geogràfic | Tipus        | Llars | Població (2004) | Estrangers | Nacionals | Notes |
| --------------- | -------------- | ------------ | ----- | --------------- | ---------- | --------- | ----- |
| Ain El Aouda    | 501.01.01.     | Municipi     | 5701  | 25105           | 3          | 25102     |       |
| Ain Attig       | 501.05.01.     | Municipi     | 3165  | 17688           | 11         | 17677     |       |
| Harhoura        | 501.01.03.     | Municipi     | 2297  | 9245            | 454        | 8791      |       |
| Skhirat         | 501.01.05.     | Municipi     | 8574  | 43025           | 74         | 42951     |       |
| Témara          | 501.01.07.     | Municipi     | 48066 | 225497          | 314        | 225183    |       |
| El Menzeh       | 501.03.01.     | Comuna rural | 1190  | 5999            | 14         | 5985      |       |
| Oumazza         | 501.03.03.     | Comuna rural | 2249  | 10530           | 5          | 10525     |       |
| Sidi Yahya Zaer | 501.03.11.     | Comuna rural | 5624  | 28773           | 1          | 28772     |       |
| Mers El Kheir   | 501.05.03.     | Comuna rural | 2725  | 14488           | 16         | 14472     |       |
| Sabbah          | 501.05.05.     | Comuna rural | 2229  | 12912           | 5          | 12907     |       |